# Smrt básníka
Smrt básníka (Смерть поэта, tj. Smerť poeta, На смерть Пушкина, tj. Na smerť Puškina) je elegie ruského básníka Michaila Jurjeviče Lermontova z roku 1837 věnovaná památce Alexandra Sergejeviče Puškina tvrdě odsuzující všechny, kteří básníka dotlačili k souboji, ve kterém byl zabit.
Báseň vznikla jako reakce na to, že mnozí z vyšší společnosti obviňovali z vyprovokování souboje právě Puškina. Rychle se šířila v opisech a byla nadšeně přijata v liberálních kruzích. Když však útoky na Puškina nepřestávaly, připojil Lermontov ke své básni ještě jednu sloku (viz níže uvedenou ukázku), útočící přímo na carský dvůr. To natolik pobouřilo cara Mikuláše I., že nechal Lermontova uvěznit a po několika dnech poslat na Kavkaz jako praporčíka k nižegorodskému dragounskému pluku.
| „                             | А вы, надменные потомки Известной подлостью прославленных отцов, Пятою рабскою поправшие обломки Игрою счастия обиженных родов! Вы, жадною толпой стоящие у трона, Свободы, Гения и Славы палачи! Таитесь вы под сению закона, Пред вами суд и правда — всё молчи!.. Но есть, есть божий суд, наперсники разврата! Есть грозный суд: он ждёт; Он не доступен звону злата, И мысли, и дела он знает наперёд. Тогда напрасно вы прибегнете к злословью: Оно вам не поможет вновь, И вы не смоете всей вашей черной кровью Поэта праведную кровь! | A vy, naduté, pyšné děti otců, jimž získávaly věhlas neřesti ničíte poslušně čest rodů po staletí stíhaných potupou a knutou neštěstí. Stojíte u trůnu jak šelem smečka dravá, génia, svobody, slávy jste katani. Svůj záměr ukryli jste pod zástěrku práva a pravdu před vámi už nikdo nebrání. Přijde však boží soud i na zrádce a kata. Ten hrozný soudce, který všechno ví, neskloní hlavu před hromadou zlata a před zločinci, jakými jste vy. Můžete křičet, klevetit jak chcete, nepomůže vám žádná intrika. Svou černou krví nikdy nesmyjete svatou krev básníka. | “ |
| — 1837, Přeložila Hana Vrbová | | |   |